# مقبرة 32
المقبرة رقم 32 و المعروفة علمياً بالرمز KV32 تقع في وادي الملوك في مصر، بها موقع دفن الملكة تيا، زوجة أمنحتب الثاني وأم تحتمس الرابع. اكتشف فيكتور لوريت المقبرة في عام 1898.
والمقبرة غير مكتملة البناء وغير مزخرفة، وتمتد لحوالي 40 مترًا داخل الجبل. تم اختراق جزء منها بواسطة العمال الذين كانوا يحفرون غرفة دفن الملك سبتاح الأصلية في مقبرة 47 "KV47".
لم يتم عمل مسح أو حفر كامل للمقبرة بعد، ولكن حاليا جار العمل عليها من قبل فريق من مشروع مصر "MISR Project" بجامعة بازل.

## المراجع

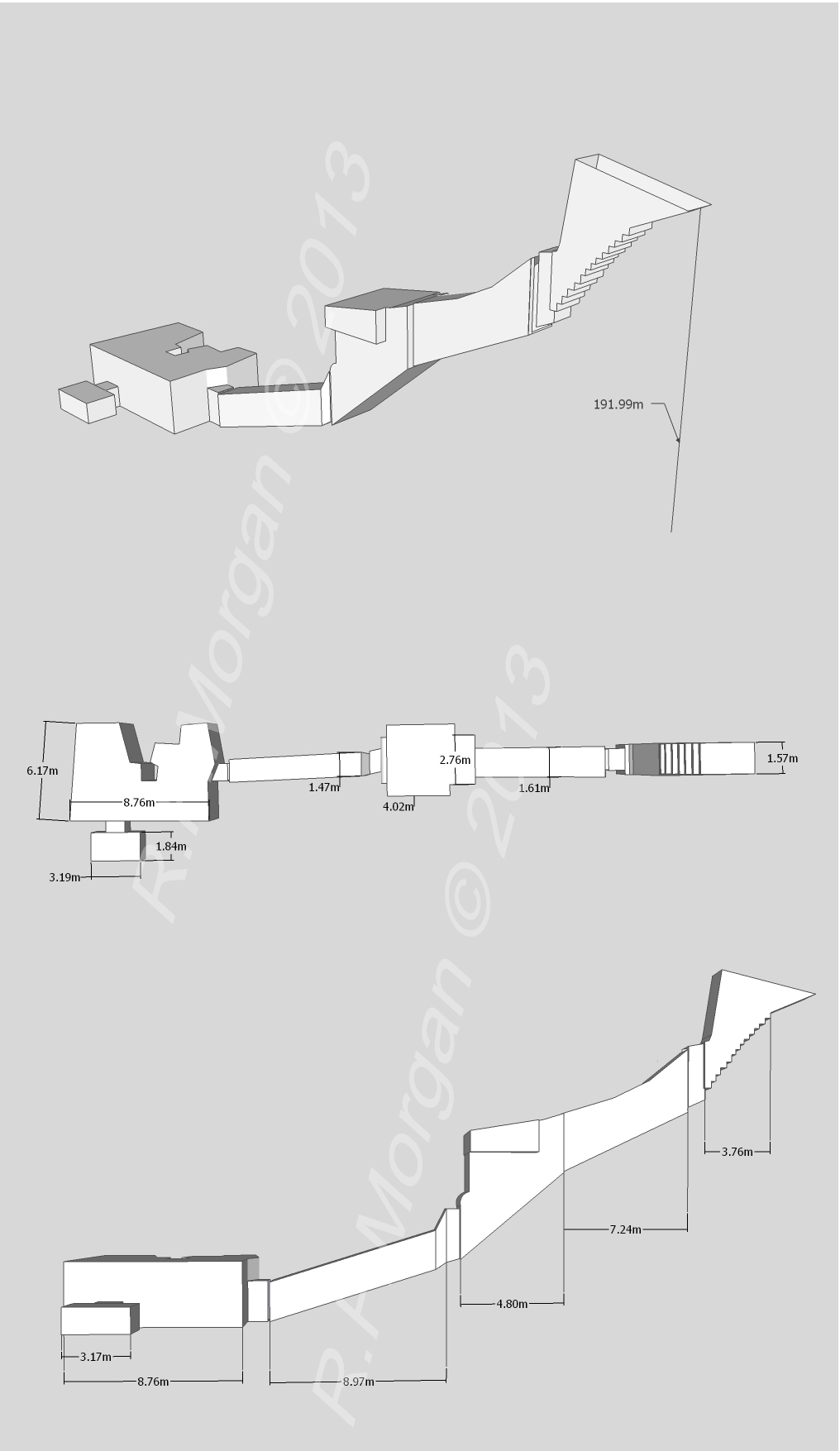
صور اسقاط متساوي القياس وخريطة وارتفاع "مقبرة 32" مأخوذة من نموذج ثلاثي الأبعاد

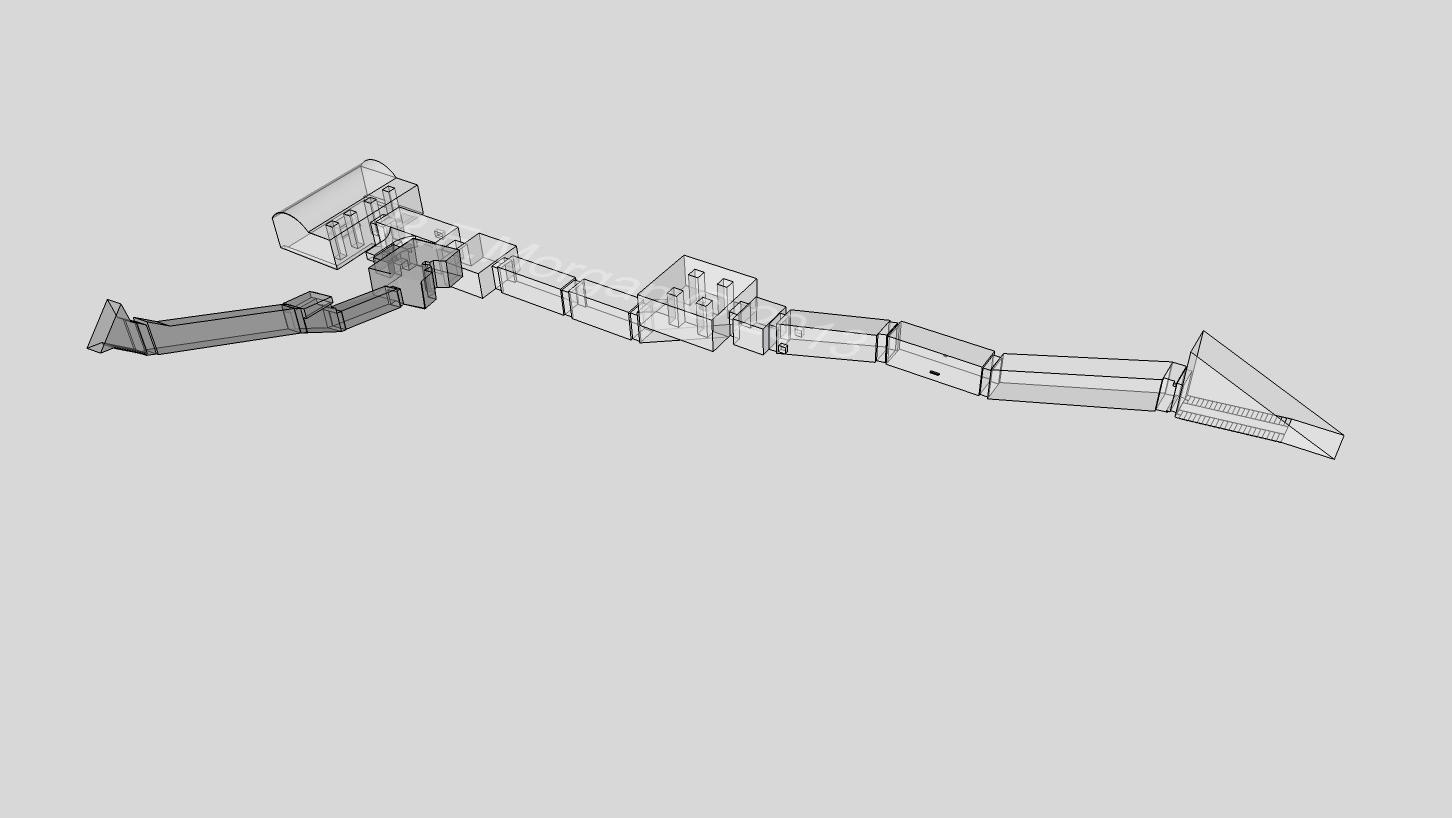
صورة الدخول لمقبرة 32 من مقبرة 47. مأخوذة من نماذج ثلاثية الأبعاد

## روابط خارجية
- مشروع رسم خرائط طيبة: مقبرة 32 - يتضمن خرائط تفصيلية لمعظم المقابر.